# Gostynin
Gostynin (udtale: [ɡɔsˈtɨɲin]  ( hør)   er en by og en kommune (Gmina) der ligger i det østlige, centrale Polen, i den vestlige del af voivodskabet Masovien (Województwo mazowieckie) og har 17.624(2021) indbyggere og et areal på		32,3 km². Den er administrationsby i powiatet (amt) Gostynin.

## Historie
Gostynins  går tilbage til den tidlige middelalder. I det 6. århundrede eksisterede en slavisk gord nord for den moderne by, på en bakke placeret på venstre bred af floden Skrwa Lewa ved en handelsrute. I det 12. århundrede befandt bebyggelsen sig nær grænsen mellem provinserne Masovien og Kujavia.
Omkring  1240 blev Gostynin udvidet af hertug Konrad 1. af Masovien, og i 1280'erne kæmpede hertug Boleslaw 2. og hertug Konrad 2. om kontrollen over bebyggelsen. Det medførte at den blev nedbrændt af Konrad 2. i 1286. Den blev hurtigt genopbygget  besejret i 1300,  af styrker fra Wenceslaus 2. af Bøhmen. I 1326 blev gorden besejret af Vladislav 1. af Polen, som ønskede at kontrollere området Płock, som var et bøhmisk len.